# 红军镇
红军镇，是中华人民共和国陕西省安康市旬阳市下辖的一个行政建制镇。
2011年，陕西省人民政府调整全省乡镇，以红军乡为红军镇。时红军乡管辖丰积村、红军村、中湾村、周家河村、庄院村、茨坪村、柳树村、庙湾村、上马村。

## 行政区划
红军镇下辖以下地区：
丰积村、红军村、中湾村、周家河村、庄院村、茨坪村、柳树村、庙湾村和上马村。